# Solangia

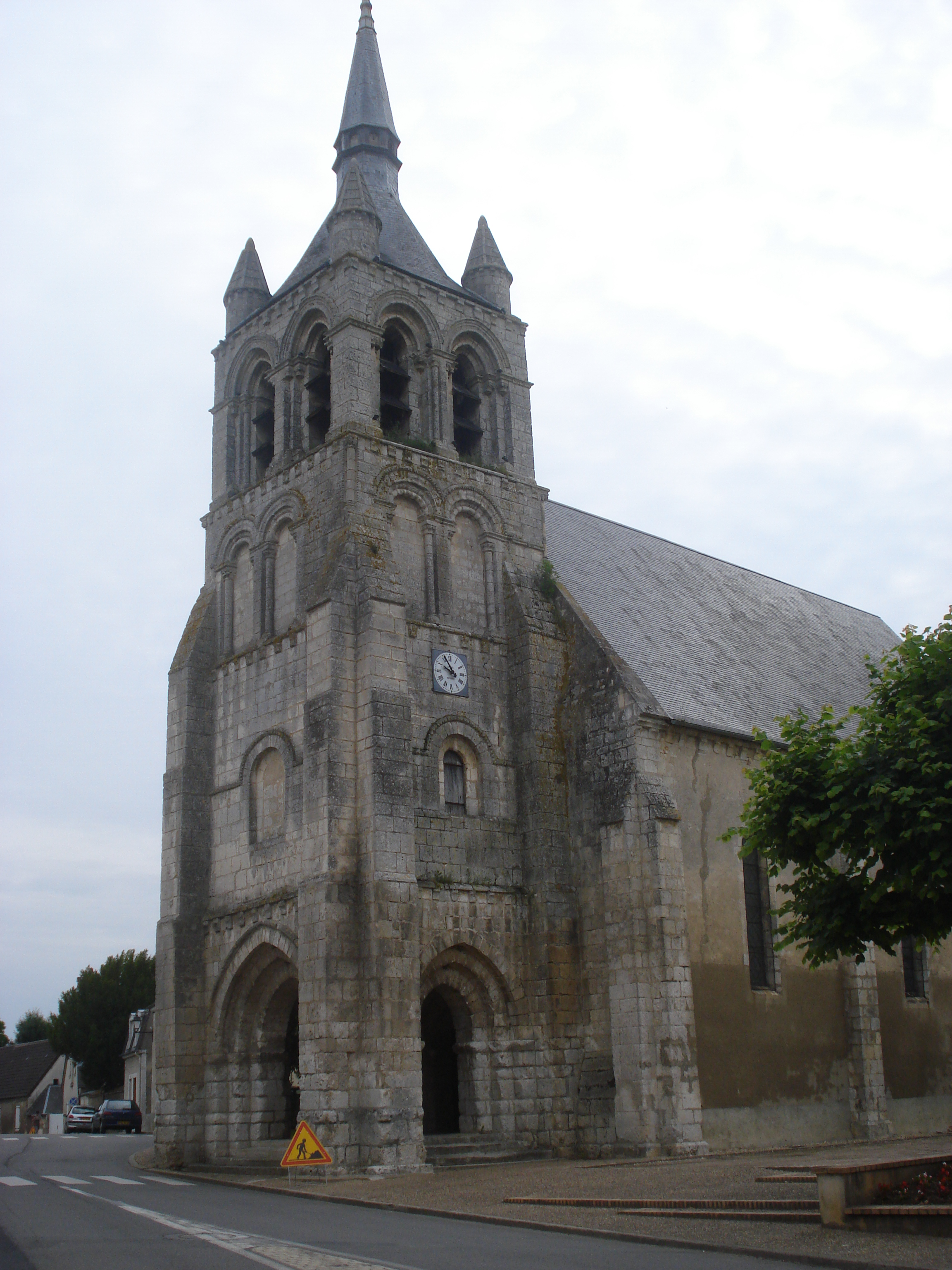
Kościół pod wezwaniem św. Solangii w Cher

Święta Solangia, Solange (ur. 863 w zamku Villemont pod Bourges, zm. 10 maja ok. 880) – święta katolicka, dziewica, męczennica.
Była córką małżeństwa służących w zamku, w którym się urodziła. Ślubowała czystość i zginęła ścięta broniąc cnoty. Według legendy zaniosła później swoją głowę na cmentarz. 
Jest patronką Berry. Jej wspomnienie obchodzone jest w Kościele katolickim w dzienną rocznicę śmierci.

## Źródła internetowe
- Patrizia Fontana Roca, Santa Solangia (wł.)